# الکساندر بیلش
الکساندر بیلش (اوکراینی: Олександр Іванович Білаш؛ ۶ مارس ۱۹۳۱ – ۶ مهٔ ۲۰۰۳) آهنگساز اهل اتحاد جماهیر شوروی سوسیالیستی بود. وی بین سال‌های ۱۹۵۶ تا ۲۰۰۳ میلادی فعالیت می‌کرد.
وی همچنین برندهٔ جوایزی همچون جایزه هنرمند مردمی اتحاد جماهیر شوروی، نشان پرچم سرخ کار، و جایزه ملی شوچنکو شده‌است.